# Karl Gustav Geib

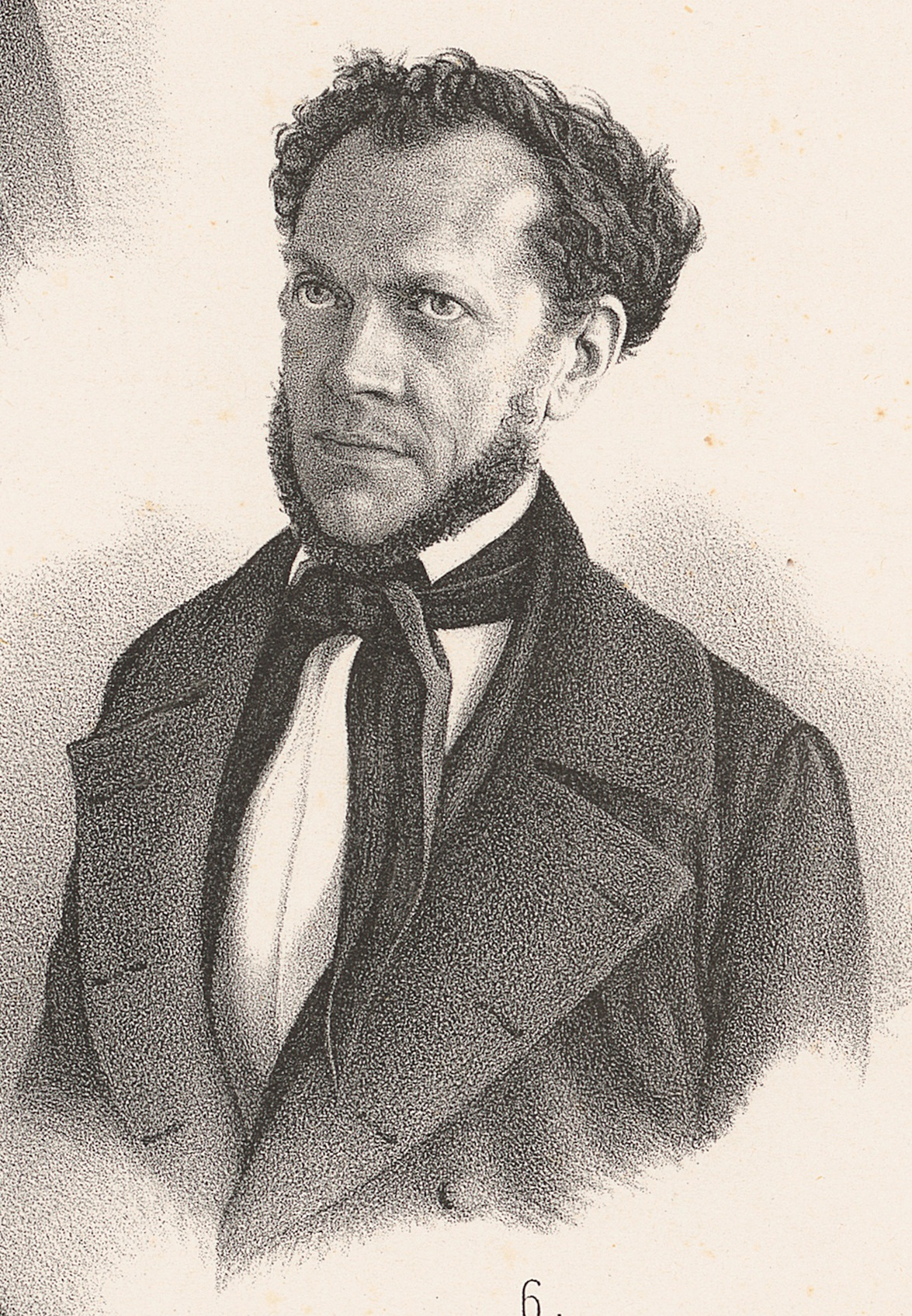
Karl Gustav Geib, ca. 1848

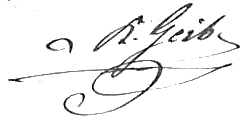
Geibs Unterschrift

Karl Gustav Geib (* 12. August 1808 in Lambsheim, Pfalz (Bayern); † 23. März 1864 in Tübingen) war ein deutscher Strafrechtler. Er war Sekretär und Lehrer vom griechischen König Otto.

## Leben
Er wurde geboren als Sohn des Gutsbesitzers Georg Valentin Geib (1775–1870) und seiner Gattin Clementine, geb. Schäffer (1785–1842). Bruder des Vaters war der Schriftsteller Karl Geib (1777–1852), der ihm auch den ersten Schulunterricht erteilte. Dann besuchte Karl Gustav Geib das Progymnasium Grünstadt und das Herzog-Wolfgang-Gymnasium in Zweibrücken. Er studierte ab 1827 an der Ludwig-Maximilians-Universität München Rechtswissenschaft und wurde Mitglied des erloschenen Münchner Corps Arminia München I (1827). Er wechselte an die Ruprecht-Karls-Universität Heidelberg und die Rheinische Friedrich-Wilhelms-Universität Bonn. Nach kurzer Praxis am Gericht zu Frankenthal (Pfalz) ging er 1832 mit Georg Ludwig von Maurer als Regentschaftssekretär nach Griechenland. Er wurde dort 1833 Ministerialrat im Justizministerium und fungierte gleichzeitig als Lehrer des Königs. Schon im Sommer 1834 kehrte er mit Maurer in die Heimat zurück. Eine Frucht dieser Zeit war sein Erstlingswerk über Griechenland vor der Ankunft von König Otto. Er widmete sich nun der akademischen Laufbahn und wurde an der Universität Zürich 1836 zum a.o. Professor und 1842 zum o. Professor für Kriminalrecht sowie Kriminal- und Zivilprozeß ernannt. Im Herbst 1851 erhielt er einen Ruf an die Eberhard Karls Universität Tübingen. In Tübingen starb er mit 55 Jahren.
Geibs älterer Bruder war der Jurist und Revolutionär Ferdinand Geib. Seine Schwester Emilie hatte den Freiherrn Lambert Joseph von Babo in Weinheim geehelicht. Geib selbst heiratete 1846 Luise, geb. Abegg, eine Tochter des Theologen Friedrich Abegg und der Wilhelmine Abegg, geb. Maurer. Seine Frau war eine Nichte des bereits erwähnten Georg Ludwig von Maurer. Unter ihren Kindern war der Tübinger Professor für Römisches Recht Otto Geib.

## Werke
- Darstellung des Rechtszustandes in Griechenland während der türkischen Herrschaft und bis zur Ankunft des Königs Otto I. Heidelberg 1835.
- Geschichte des römischen Kriminalprozesses bis zum Tod Justinians. Leipzig 1842 (Nachdruck: Scientia Verlag, Aalen 1969).
- Die Reform des deutschen Rechtslebens. Leipzig 1848.
- Lehrbuch des deutschen Strafrechts, 2 Bde. Leipzig 1861–1862 (online – Internet Archive), unvollendet.